# 中華民國南京國民政府時期山東省職官列表
本條目列出中華民國南京國民政府時期（1927年－1949年）山東省政府主要軍政、民政職官。

## 歷任主席和各廳、局、處長

### 孫良誠時期
主席
孫良誠(1928.5.16-1929.5.18)、石敬亭(代，1928.5.16-？)、呂秀文(代，1929.4.27-1929.5.3)、陳調元(代，1929.5.3-1929.5.18)
委員
孫良誠、丁惟汾、蔣作賓、宋哲元、石敬亭、冷囗、陳雪南、魏宗晉、于恩波、何思源、閻容德、孔繁囗、陳鸞書
秘書長
李慶施(1928.6.8-1928.10.12)、王子芳(1928.10.12任)
民政廳廳長
冷囗(1928.5.21-1928.8.3)、陳雪南(1928.8.3-1928.11.7)、張吉墉(1928.11.7-1929.5.18)
財政廳廳長
魏宗晉(1928.5.21-1929.5.18)
教育廳廳長
何思源(1928.5.21-1942.4.15)
建設廳廳長
孔繁囗(1928.5.21-1929.5.18)、李慶施(代，1928.8.3-1929.5.18)
工商廳廳長
陳鸞書(1928.6.18-1928.11.7)、呂秀文(1929.2.26-1929.5.18)
農礦廳廳長
于恩波(1928.6.9-1929.2.9)、王冠軍(1929.2.9-1929.5.18)

### 陳調元時期
主席
陳調元(1929.5.18-1930.9.9)
委員
冷囗、袁宗普、孔繁囗、何思源、于恩波、陳鸞書、崔士傑、阮肇昌、陳名豫、閻容德、劉珍年、范熙績
秘書長
劉復(1929.6.12-1930.9.12)
民政廳廳長
冷囗(1929.5.18-1929.8.12)、朱熙(1929.8.12-1930.9.1)、李樹椿(1930.9.1-1940.8.24)
教育廳廳長
何思源
財政廳廳長
袁家普(1929.5.18-1930.9.12)
建設廳廳長
孔繁囗(1929.5.18-1929.12.16)、陳鸞書(1929.12.16-1930.9.12)
工商廳廳長
陳鸞書(1929.7.1-1929.12.16)、陳名豫(1929.12.16-1930.9.12)
農礦廳廳長
于恩波(1929.7.6-1930.9.12)

### 韓復榘時期
主席
韓復榘(1930.9.9-1938.1.23)
委員
李樹椿、王向榮、張鴻烈、何思源、王芳亭、馬鴻逵、林濟青、張紹堂、劉珍年、張鉞、陳耀漢、張葦村
秘書長
劉復、張紹堂(1930.9.12-1938.3.24)
民政廳廳長
李樹椿
財政廳廳長
袁家普、王向榮(1930.9.12-1941.8)
建設廳廳長
陳鸞書、張鴻烈(1930.9.12-1939.2.4)
教育廳廳長
何思源
農礦廳廳長
于恩波、王芳亭(1930.9.12-1931.7.25)
工商廳廳長
陳名豫
實業廳廳長
王芳亭(1931.7.25-1933)

### 沈鴻烈時期
主席
沈鴻烈(1938.1.23-1942.1.9)
委員
秦啟榮、雷法章、何思源、王仲裕、牟中珩、李先良、劉旭初、寥安邦、吳化文、孫良誠、鄧繼禹
秘書長
張紹堂、雷法章(1940.4.13-1942.4.15)
民政廳廳長　　
李樹椿、雷法章(兼)(1940.8.24-1942.4.15)
財政廳廳長
王向榮、沈鴻烈(兼)(1941.8-1942.1.9)
教育廳廳長
何思源
建設廳廳長
張鴻烈、秦啟榮(1939.2.4-1943.9)
保安處處長
張驥(1938.4.15-1938.7.14)、寧春霖(1941.10.8-1942.10.2)
糧食管理處處長
張之囗(1940.11-1942.11.12)

### 牟中珩時期
主席
牟中珩(1942.1.9-1944.12.30)
委員
陳貫群、何思源、陳秉炎、劉道元、邵履均、高仁紱、王仲裕、賈慕夷、裴鳴宇、林鳴九、張里元、趙季勳
秘書長
雷法章、管相齊(代理)、陳貫群
民政廳廳長
雷法章(兼)、何思源(1942.4.15-1944.12.30)
教育廳廳長
何思源、劉道元(1942.4.15任)
財政廳廳長
陳秉炎(1942.4.15-1944.6.23)、尹作聖(1944.6.23任)
建設廳廳長
秦啟榮、邵履均(1943.11.23任)
保安處處長
寧春霖、高仁紱(1942.10.2任)
防空處處長
管志昌(1944.6.23-1944.11.28)
糧食管理處處長
張之囗

### 何思源時期
主席
何思源(1944.12.30-1946.10.23)
委員
牟尚齋、劉道元、趙季勳、李泰華、丁基實、鄧繼禹、張鴻、臧元駿、李鳴九、傅立平
秘書長
牟尚齋(1945.2.20-1946.11.27)
政務廳廳長
劉道元(1945.2-1945.10.30)
總務廳廳長
牟尚齋(兼)(1945.2任)、趙季勳(1945.10.30免)
民政廳廳長　　何思源(兼)
劉道元(1945.10.30-1946.11.27)
教育廳廳長　　陳雪南
李泰華(1945.10.30-1949.1.18)
財政廳廳長
陳秉炎、趙季勳(1945.10.30-1946.11.27)
建設廳廳長
丁基實(1945.10.30-1949.1.18)
軍事廳廳長
李延年(1945.2-1945.10.30)
保安處處長
楊業孔(1946.2.22-1946.3.19)、傅立平(1946.3.19-1947.7.30)
會計處會計長
張敦鏞(1945.11任)
山東省政府調查室主任
許先登
長途電話管理處處長
張清福
山東公路局局長
周輔齊
山東水利局局長
王志超
山東省農林處處長
閻若瑉
山東省人事處處長
孫拙民(1946.2任)、張之囗(1946.4.23-1948.7.20)
山東合作事業管理處處長
秦亦文(1946.5任)
山東省警務處處長
劉紫劍(1946.8任)
山東省衛生處處長
王福溢(1946.8.20任)
山東田糧處處長
王隱三(1946.10免)、鄭希冉(1946.9.13任)

### 王耀武時期
主席
王耀武(1946.10.23-1948.9.24)
委員
劉翔、尹文敬、李泰華、丁基實、傅立平、彭國棟、俞濟民、徐鐵千、楊展雲
秘書長
牟尚齋、劉道元(1946.11.27-1947.7.26)、劉玉田(1947.7.26-1949.1.18)
民政廳廳長
劉道元、劉翔(1946.11.27-1948.6.22)、彭國棟(1948.6.22-1949.1.18)
教育廳廳長
李泰華
財政廳廳長
趙季勳、尹文敬(1946.11.27-1949.1.18)
建設廳廳長
丁基實
會計處會計長
張敦鏞
山東公路局局長
周輔齊
山東水利局局長
王志超、宋文田(1948.7.20任)
山東省農林處處長
閻若瑉
山東省政府人事處處長
張之囗
山東合作事業管理處處長
秦亦文
山東省警務處處長
劉紫劍
山東省衛生處處長
王福溢
山東省保安處處長
傅立平、晏子風(1947.7.30任)
山東省田糧處處長
鄭希冉
山東省社會處處長
王平一(1947.12.25任)
山東省地政局局長
王文甲(1947.5任)
山東省政府調查室主任
許先登
新聞處處長
趙宗俊(1948.12.18免)

### 秦德純時期
主席
秦德純(1948.12.30-1949.8)
委員(缺)
秘書長
劉玉田、孫繼丁(1949.1.18-1949.4.14)、楊展雲(1949.4.14任)
民政廳廳長
彭國棟、傅立平(1949.1.18任)
財政廳廳長
尹文敬、傅正舜(1949.1.18-1949.5.5)、石毓嵩(1949.5.5任)
建設廳廳長
丁基實、趙公魯
教育廳廳長
李泰華、郝任夫(1949.1.18-1949.5.5)、徐軼千(1949.5.5任)
田糧處處長
佟錦標
山東省政府人事處處長
劉茂華(1948.12.7任)